# Алабухино (Владимирская область)

Деревня Алабухино Владимирской области

Ала́бухино — деревня в Александровском районе Владимирской области. Входит в состав Махринского сельского округа Каринского сельского поселения.

## География
Деревня находится на юге района, на левом берегу реки Вздериножка (Дериножка, Чёрная, Анютина). Река в этом месте образует запруду. Ближайшая железнодорожная станция Бельково. Ближайший город — Карабаново.

## История
Деревня Алабухино, как и соседнее Коведяево, основана татарами.
Алабух — старославянское: человек, ведущий праздный образ жизни.
Через деревню пролегал Екатерининский тракт, соединяющий Переславль с Александровым и идущий далее на Киржач.
К 1917 году в деревне была православная часовня, которая была приписана к церкви в деревне Романовское, не сохранилась.

## Население
| 1859 | 1905 | 1926 | 2002 | 2010 | 2021 |
| ---- | ---- | ---- | ---- | ---- | ---- |
| 115  | ↗134 | ↗143 | ↘0   | ↗7   | ↗12  |

Сейчас в деревне проживают в основном дачники.